# Tennis for Two
Tennis for Two este un joc dezvoltat în 1958 pe un osciloscop care simulează un joc de tenis sau ping pong. 
Jocul a fost creat de William Higinbotham pentru a îi scăpa de plictiseală pe vizitatorii de la Brookhaven National Laboratory,  în care lucra Higinbotham. Tennis for Two a fost un predecesor al jocului PONG, unul dintre cele mai bine cunoscute jocuri video, deși nu există o corelație directă între cele două. Tennis for Two era adus doar de două ori, de "Ziua vizitatorului", la centrala electrică la care lucra și a rămas practic necunoscut de public până în anii 1980 când Higinbotham a fost chemat să depună mărturie împotriva lui Ralph Baer și firmei Magnavox. 
Contrar jocului Pong și restul jocurilor similare în care terenul este văzut dintr-o perspectivă de sus în jos, Tennis for Two afișează un teren de tenis simplist privit din lateral, fără o reprezentare a jucătorului pe ecran. Jocul era controlat de un computer analogic și era în principiu format din rezistori, condensatoare electrice și releuri electrice.